# 廷得耳效應

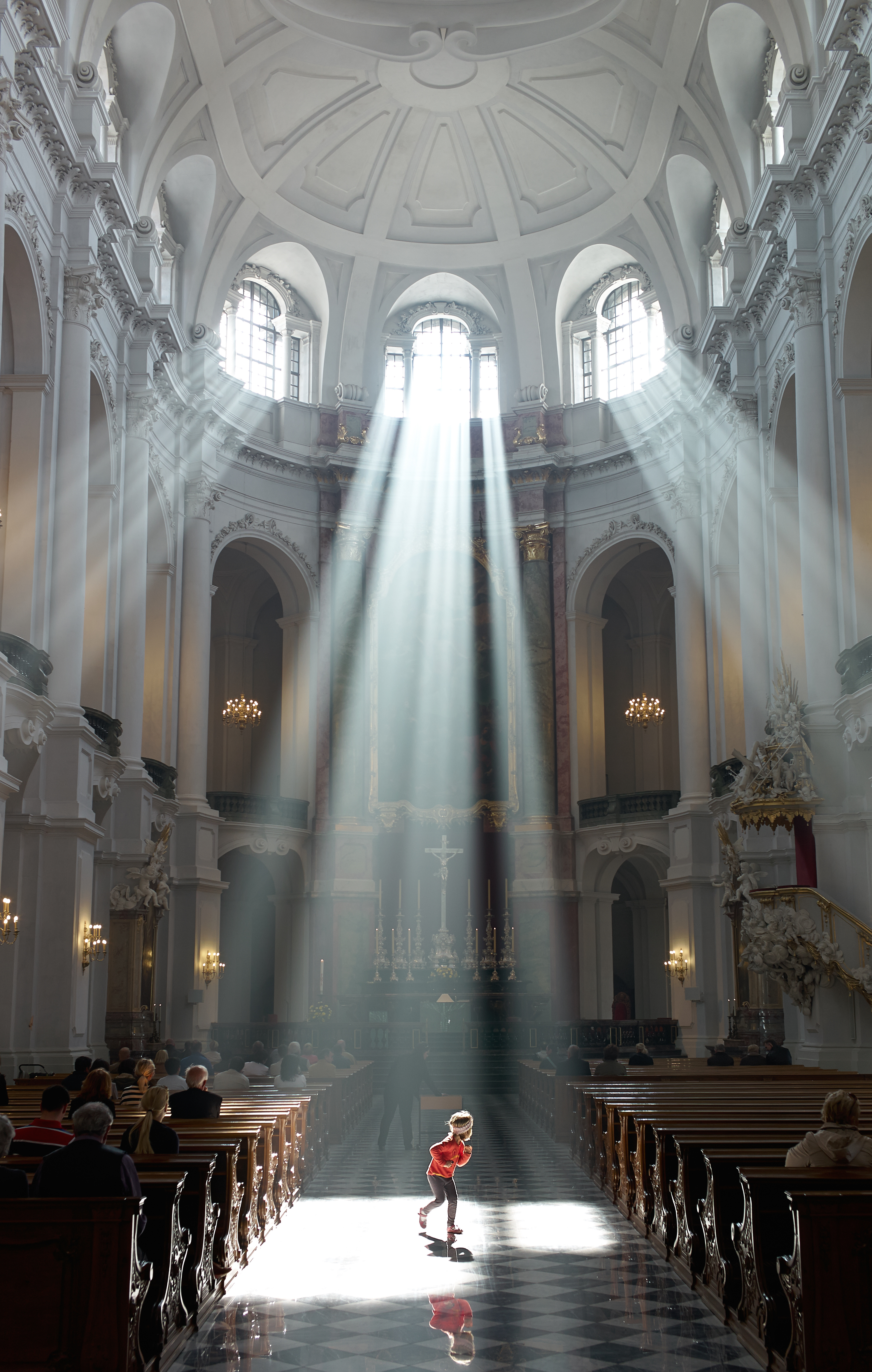
德國宮廷主教座堂內被散射而顯現的光路，是廷得耳效應的典型例子

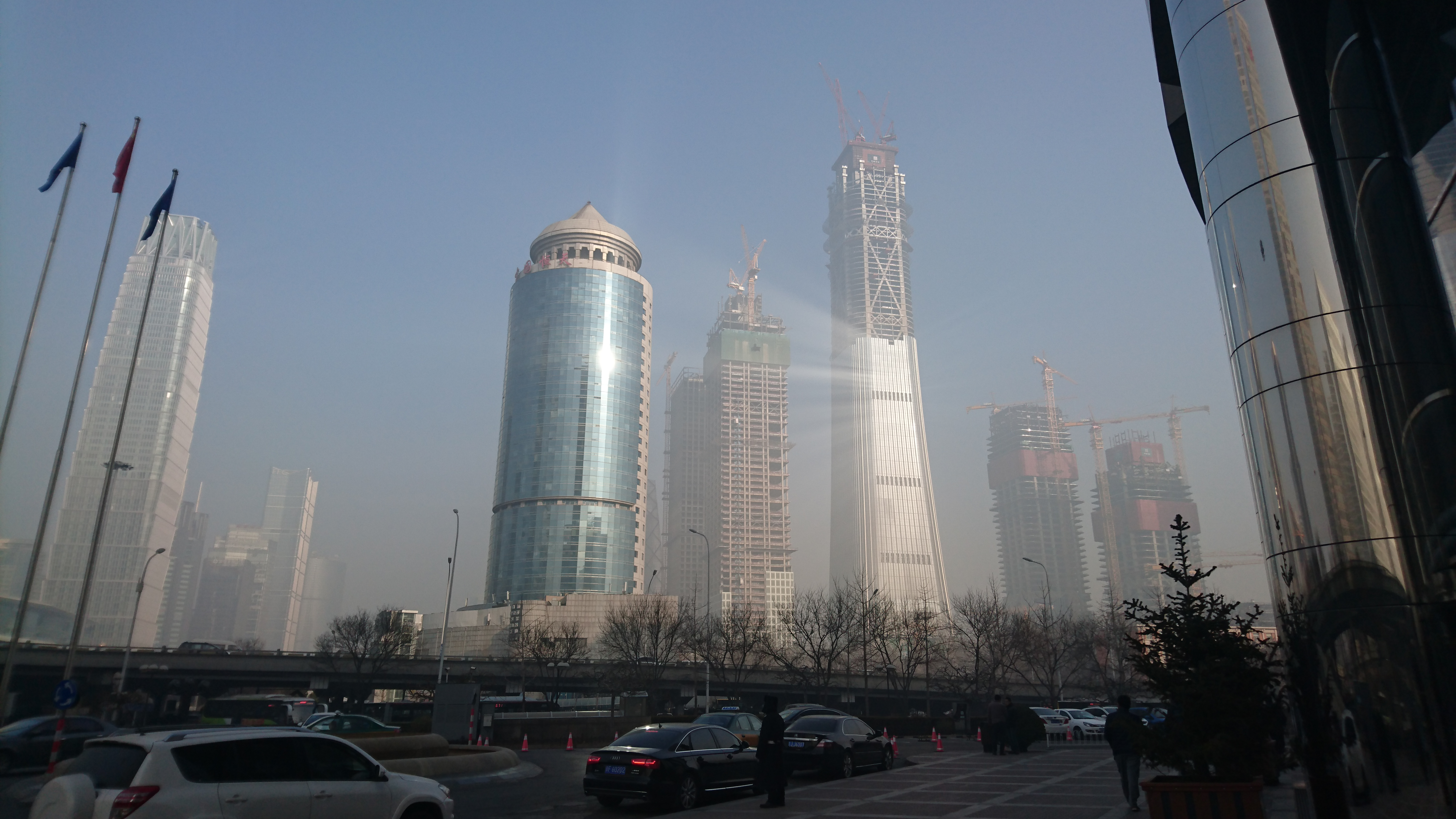
北京中國尊大樓外牆的反射光由于嚴重的霾而被散射

廷得耳效應（英語：Tyndall effect），又稱廷得耳效应、丁达尔现象、丁泽尔现象、丁泽尔效应。当一束光线透过胶体，从入射光的垂直方向可以观察到胶体里出现的一条光亮的「通路」，其原理是光被懸浮的膠體粒子（例如：乳劑、混懸劑）散射。廷得耳效應得名自物理學家约翰·丁达尔，他是首位對此現象深入研究的科學家。

## 機制
在光的传播过程中，光线照射到粒子时，如果粒子大于入射光波长很多倍，则发生光的反射；如果粒子小于入射光波长，则发生光的散射，这时观察到的是光波环绕微粒而向其四周放射的光，称为散射光或乳光。丁达尔效应就是光的散射现象或乳光现象。由于溶胶粒子大小一般不超过100 nm，胶体粒子介于溶液中溶质粒子和浊液粒子之间，其大小在1～100nm。小于可见光波长（400 nm～700 nm），因此，当可见光透过溶胶时会产生明显的散射作用。而对于真溶液，虽然分子或离子更小，但因散射光的强度随散射粒子体积的减小而明显减弱，因此，真溶液对光的散射作用很微弱。此外，散射光的强度还随分散体系中粒子浓度增大而增强。所以说，胶体能有丁达尔现象，而溶液几乎没有，可以采用丁达尔现象来区分胶体和溶液。1869年，英国科学家约翰·丁达尔研究了此现象。

### 形成
丁达尔现象是胶体中分散质微粒对可见光（波长为400－700nm）散射而形成的。它在实验室里可用于胶体与溶液的鉴别。光射到微粒上可以发生两种情况，一是当微粒直径大于入射光波长很多倍时，发生光的反射；二是微粒直径小于入射光的波长时，发生光的散射，散射出来的光称为乳光。散射光的强度，随着颗粒半径增加而变化。悬（乳）浊液分散质微粒直径太大，对于入射光只有反射而不散射；溶液里溶质微粒太小，对于入射光散射很微弱，观察不到丁达尔现象；只有溶胶才有比较明显的乳光，这时微粒好像一个发光体，无数发光体散射结果，就形成了光的通路。其还會随着微粒浓度增大而增加，因此进行实验时，溶胶浓度不要太稀。當光射向溶液時，光受到的散射較少，大部分光都能通過溶液。但射向膠體時，膠體的粒子散射光，使得那些粒子有被散射的光的顏色。最易看見的例子便是藍色的天空。清晨，在茂密的树林中，常常可以看到从枝叶间透过的一道道光柱，类似这种自然界的现象，也是丁达尔现象。这是因为云、雾、烟尘也是胶体，只是这些胶体的分散剂是空气，分散质是微小的尘埃或液滴。

## 外部連結
- Tyndall Effect--silver-lightning.com/tyndall/ （页面存档备份，存于）